# Robert Sánchez
Robert Lynch Sánchez (Cartagena, 18 novembre 1997) è un calciatore spagnolo, portiere del Chelsea e della nazionale spagnola.

## Caratteristiche tecniche
Soprannominato "Big Bob" è un portiere dotato di un ottimo slancio dei movimenti, Sánchez sfrutta bene la parata a tuffo. Abile nell'interpretare la manovra offensiva degli avversari, agisce col giusto tempismo, inoltre sa parare con efficenza anche le palle calciate dalla lunga distanza, ma sa essere reattivo anche sui tiri più ravvicinati. Usa bene anche gambe e piedi negli interventi difensivi, sa bloccare la palla ma usa maggiormente la respinta.

## Carriera

### Club

#### Levante
Nato da padre inglese di origini giamaicane e madre spagnola, è cresciuto nel settore giovanile del Levante.

#### Brighton e prestiti a Forest Green e Rochdale
Nel 2015 viene prelevato dagli inglesi del Brighton. Dal 2018 al 2020 viene ceduto in prestito prima al Forest Green, dove gioca una stagione da titolare in Football League Two,, poi al Rochdale nella serie superiore.
Nel 2020 fa ritorno alle seagulls, con cui debutta in Premier League il 1º novembre 2020 giocando da titolare l'incontro perso 2-1 contro il Tottenham. Da dicembre si afferma come titolare del club al posto di Mathew Ryan, rinnovando pure il suo contratto con il club sino al 2025.

#### Chelsea
Il 5 agosto 2023 viene ufficializzato il suo passaggio al Chelsea per 31,7 milioni di euro. Nel corso della sua prima stagione totalizza 21 presenze in tutte le competizioni, fermato da qualche infortunio muscolare. Riconferma la titolarità in Premier League nonostante l'arrivo di Filip Jorgensen, totalizza 32 presenze con 10 clean sheet in campionato.
Vince la Conference League dove Sánchez gioca una sola partita, vinta per 2-1 contro il Copenhagen. Durante la finale del Mondiale per Club contro il Paris Saint-Germain Sánchez è stato elogiato per le sue parate avendo impedito alla squadra di subire gol vincendo per 3-0, venendo nominato miglior portiere del torneo.

### Nazionale
Robert Sánchez è nato in Spagna da padre inglese e madre spagnola. Sánchez ha ricevuto la sua prima convocazione nella nazionale spagnola nel marzo 2021, per le partite di qualificazione al Campionato mondiale di calcio 2022 contro Grecia, Georgia e Kosovo.
È stato incluso nella lista finale dei convocati per UEFA Euro 2020, rimandato al maggio 2021. Sánchez e David de Gea sono rimasti come riserve per Unai Simón e non hanno fatto nessuna apparizione quando la Spagna è stata eliminata ai rigori contro Italia in semifinale allo Stadio di Wembley il 6 luglio.
Ha fatto il suo debutto internazionale il 5 settembre 2021, sostituendo Simón nel secondo tempo di una partita di qualificazione al Mondiale vinta 4-0 contro la Georgia a Badajoz.
Sánchez faceva parte della squadra della Spagna per le finali della UEFA Nations League 2021 in ottobre. È rimasto come riserva e non ha fatto nessuna apparizione né nella vittoria in semifinale contro l'Italia né nella sconfitta in finale contro la Francia: la Spagna è finita al secondo posto.
L'11 novembre 2022, Sánchez è stato inserito nella rosa di 26 giocatori della Spagna per il Campionato mondiale di calcio 2022.

## Statistiche

### Presenze e reti nei club
Statistiche aggiornate al 17 agosto 2025.
| Stagione        | Squadra         | Campionato      | Campionato | Campionato | Coppe nazionali | Coppe nazionali | Coppe nazionali | Coppe continentali | Coppe continentali | Coppe continentali | Altre coppe | Altre coppe | Altre coppe | Totale | Totale | Totale |
| Stagione        | Squadra         | Comp            | Pres       | Reti       | Comp            | Pres            | Reti            | Comp               | Pres               | Reti               | Comp        | Pres        | Reti        | Pres   | Reti   |        |
| --------------- | --------------- | --------------- | ---------- | ---------- | --------------- | --------------- | --------------- | ------------------ | ------------------ | ------------------ | ----------- | ----------- | ----------- | ------ | ------ | ------ |
| 2018-2019       | Forest Green    | FL2             | 17         | -17        | FACup+CdL       | 0               | 0               | -                  | -                  | -                  | FLT         | 0           | 0           | 17     | -17    |        |
| 2019-2020       | Rochdale        | FL1             | 26         | -44        | FACup+CdL       | 6+3             | -5 + -4         | -                  | -                  | -                  | FLT         | 0           | 0           | 35     | -53    |        |
| 2020-2021       | Brighton        | PL              | 27         | -27        | FACup+CdL       | 0               | 0               | -                  | -                  | -                  | -           | -           | -           | 27     | -27    |        |
| 2021-2022       | Brighton        | PL              | 37         | -42        | FACup+CdL       | 1+0             | -3              | -                  | -                  | -                  | -           | -           | -           | 38     | -45    |        |
| 2022-2023       | Brighton        | PL              | 23         | -30        | FACup+CdL       | 2+0             | 0               | -                  | -                  | -                  | -           | -           | -           | 25     | -30    |        |
| Totale Brighton | Totale Brighton | Totale Brighton | 87         | -99        |                 | 3               | -3              |                    | -                  | -                  |             | -           | -           | 90     | -102   |        |
| 2023-2024       | Chelsea         | PL              | 16         | -25        | FACup+CdL       | 2+3             | -4 + -1         | -                  | -                  | -                  | -           | -           | -           | 21     | -30    |        |
| 2024-2025       | Chelsea         | PL              | 32         | -34        | FACup+CdL       | 1+0             | -2              | UECL               | 1                  | -1                 | Cmc         | 6           | -5          | 40     | -42    |        |
| 2025-2026       | Chelsea         | PL              | 1          | 0          | FACup+CdL       | 0+0             | 0+0             | UCL                | 0                  | 0                  | -           | -           | -           | 1      | 0      |        |
| Totale Chelsea  | Totale Chelsea  | Totale Chelsea  | 49         | -59        |                 | 6               | -7              |                    | 1                  | -1                 |             | 7           | -5          | 63     | -72    |        |
| Totale carriera | Totale carriera | Totale carriera | 179        | -219       |                 | 18              | -19             |                    | 1                  | -1                 |             | 7           | -5          | 205    | -244   |        |

### Cronologia presenze e reti in nazionale
| Cronologia completa delle presenze e delle reti in nazionale ― Spagna | Cronologia completa delle presenze e delle reti in nazionale ― Spagna | Cronologia completa delle presenze e delle reti in nazionale ― Spagna | Cronologia completa delle presenze e delle reti in nazionale ― Spagna | Cronologia completa delle presenze e delle reti in nazionale ― Spagna | Cronologia completa delle presenze e delle reti in nazionale ― Spagna | Cronologia completa delle presenze e delle reti in nazionale ― Spagna | Cronologia completa delle presenze e delle reti in nazionale ― Spagna |
| Data                                                                  | Città                                                                 | In casa                                                               | Risultato                                                             | Ospiti                                                                | Competizione                                                          | Reti                                                                  | Note                                                                  |
| --------------------------------------------------------------------- | --------------------------------------------------------------------- | --------------------------------------------------------------------- | --------------------------------------------------------------------- | --------------------------------------------------------------------- | --------------------------------------------------------------------- | --------------------------------------------------------------------- | --------------------------------------------------------------------- |
| 5-9-2021                                                              | Badajoz                                                               | Spagna                                                                | 4 – 0                                                                 | Georgia                                                               | Qual. Mondiali 2022                                                   | -                                                                     | 74’                                                                   |
| 17-11-2022                                                            | Amman                                                                 | Giordania                                                             | 1 – 3                                                                 | Spagna                                                                | Amichevole                                                            | -                                                                     | 46’                                                                   |
| 18-11-2024                                                            | Santa Cruz de Tenerife                                                | Spagna                                                                | 3 – 2                                                                 | Svizzera                                                              | UEFA Nations League 2024-2025 - 1º turno                              | -2                                                                    | 46’                                                                   |
| Totale                                                                |                                                                       | Presenze                                                              | 3                                                                     |                                                                       | Reti                                                                  | -2                                                                    |                                                                       |

## Palmarès

### Club
- UEFA Conference League: 1

Chelsea: 2024-2025
- Coppa del mondo per club: 1

Chelsea: 2025

### Individuale
- Miglior portiere della Coppa del mondo per club FIFA: 1

2025